# Deltostethus palpalis
Deltostethus palpalis är en skalbaggsart som beskrevs av Sharp 1882. Deltostethus palpalis ingår i släktet Deltostethus och familjen palpbaggar. Inga underarter finns listade i Catalogue of Life.